# Isabelle Brasseur
Isabelle Brasseur (28 luglio 1970) è un'ex pattinatrice artistica su ghiaccio canadese, specializzata nel pattinaggio artistico su ghiaccio a coppie.

## Palmarès

### Con Lloyd Eisler
| Internazionali            | Internazionali | Internazionali | Internazionali | Internazionali | Internazionali | Internazionali | Internazionali |
| Evento                    | 1987–88        | 1988–89        | 1989–90        | 1990–91        | 1991–92        | 1992–93        | 1993–94        |
| ------------------------- | -------------- | -------------- | -------------- | -------------- | -------------- | -------------- | -------------- |
| Giochi olimpici invernali | 9°             |                |                |                | 3°             |                | 3°             |
| Campionati mondiali       | 7°             | 7°             | 2°             | 2°             | 3°             | 1°             | 2°             |
| Nations Cup               |                |                |                |                | 1°             |                |                |
| NHK Trophy                |                | 4°             |                | 2°             |                | 4°             | 1°             |
| Skate Canada              |                | 1°             |                | 1°             |                |                |                |
| Trophée de France         |                |                | 2°             |                |                |                |                |
| Piruetten                 |                |                |                |                |                |                | 2°             |
| Nazionali                 |                |                |                |                |                |                |                |
| Campionati canadesi       | 2°             | 1°             | 3°             | 1°             | 1°             | 1°             | 1°             |

### Con Pascal Courchesne
| Internazionali         | Internazionali | Internazionali |
| Evento                 | 1984–85        | 1985–86        |
| ---------------------- | -------------- | -------------- |
| Skate America          |                | 5°             |
| Internazionali: Junior |                |                |
| Campionati mondiali    | 6°             | 7°             |